# Liste der Mitglieder der American Academy of Arts and Sciences/1941
Im Jahr 1941 wählte die American Academy of Arts and Sciences 36 Personen zu ihren Mitgliedern.

## Neu gewählte Mitglieder
- Fuller Albright (1900–1969)
- Warren Ortman Ault (1887–1989)
- Alan Mara Bateman (1889–1971)
- Walter Bauer (1898–1963)
- Giuseppe Antonio Borgese (1882–1952)
- Edward Lindley Bowles (1897–1990)
- Godfrey Lowell Cabot (1861–1962)
- George Whitely Coggeshall (1867–1944)
- Archibald Thompson Davison (1883–1961)
- Frederic Adrian Delano (1863–1953)
- Carl Rupp Doering (1889–1976)
- Charles Stark Draper (1901–1987)
- Arthur Johnson Eames (1881–1969)
- Erwin Nathaniel Griswold (1904–1994)
- Earl Jefferson Hamilton (1899–1989)
- Hajo Holborn (1902–1969)
- Bernardo Alberto Houssay (1887–1971)
- Edward Godfrey Huber (1882–1946)
- William Ezra Lingelbach (1871–1962)
- Charles Edward Kenneth Mees (1882–1960)
- Alan Richards Moritz (1899–1986)
- Walter Hamor Piston (1894–1976)
- James Bissett Pratt (1875–1944)
- Isidor Isaac Rabi (1898–1988)
- Reinhold Rüdenberg (1883–1961)
- Gaetano Salvemini (1873–1957)
- Francis Otto Schmitt (1903–1995)
- Jean Julius Christian Sibelius (1865–1957)
- Francis Trow Spaulding (1896–1950)
- Chester Stock (1892–1950)
- Robert Ulich (1890–1977)
- Harry Boyer Weiser (1887–1950)
- Fred Lawrence Whipple (1906–2004)
- Laurence Leathe Winship (1890–1975)
- Ralph Chillingworth Young (1889–1985)
- Vladimir Kosma Zworykin (1889–1982)